# صادق جعفر
صادق جعفر (24 أبريل 1985) لاعب كرة قدم بحريني يلعب حاليا لصالح نادي الدرجة الأولى المحرق البحريني في مركز الوسط المحوري.

## الإنجازات
- الدرجة الأولى (7): 2004، 2006، 2007، 2008، 2009، 2011، 2015
- كأس ملك البحرين (7): 2005، 2008، 2009، 2011، 2012، 2013، 2016
- كأس ولي العهد (4): 2006، 2007، 2008، 2009
- كأس الاتحاد الآسيوي (1): 2008
- كأس الاتحاد البحريني (2): 2005، 2009
- كأس الخليج للأندية (1): 2012